# 和富中心
和富中心（英語：Provident Centre）是香港一個大型私人住宅屋苑，位於香港島北角和富道21至53號，由和記黃埔發展，與毗鄰的城市花園是區內主要屋苑之一。和富中心的中文名稱源自於其位處的和富道，和富道的英文名稱 Wharf Road 是倉庫的意思；至於英文名稱 Provident 源自於屋苑前身的擁有者──均益倉（China Provident Co., Ltd.）。

## 歷史
屋苑前身為均益倉和郭春秧家族於1949年合辦的聯益貨倉（North Point Wharves）。1970年代末期，和記洋行與黃埔船塢合併成和記黃埔，並收購均益倉，1978年開始把聯益貨倉拆卸，及後並改建成住宅大廈，於1982年至1984年期間落成入伙。項目由劉榮廣伍振民建築師事務所設計。

## 住宅

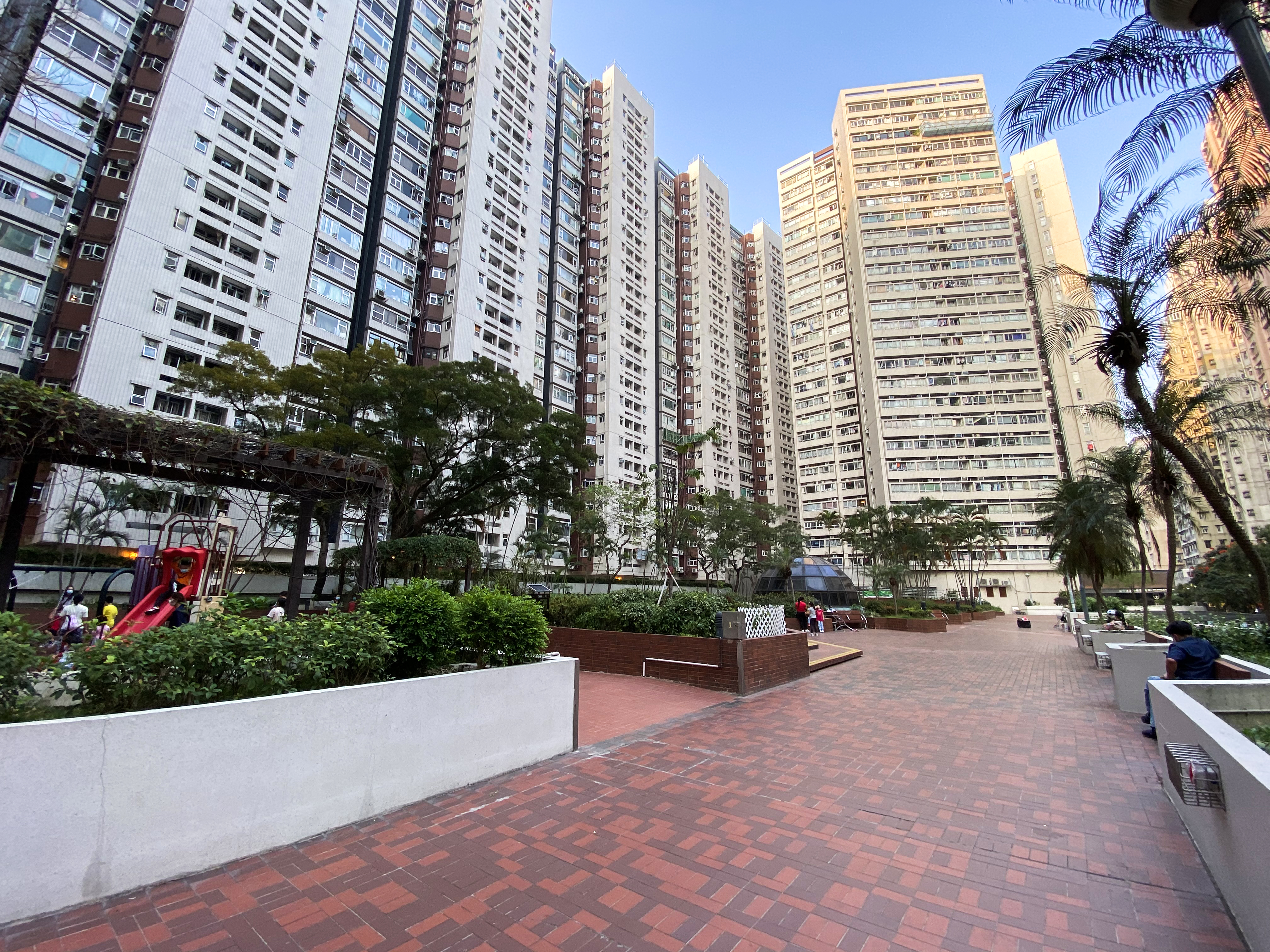
屋苑部分空間規劃作公共空間，命名為“和富花園”，之後交給市政局管理，並在1985年11月揭幕

屋苑共有17座大樓，合共提供1,450單位，而其中第13座因避諱西方文化中的「13不祥」，而叫12A座。和富中心分開兩期發展，包括第一期（第1至7座）及第二期（第8至17座）。各單位面積由800餘呎至1,400餘呎之間，為區內擁有較多大型單位的屋苑。由於和富中心位於北角海旁，而第6至12座緊貼式排列在海旁，是香港著名的屏風效應例子，對於北角區的空氣有一定的影響。和富中心亦設有兩個綠化庭園設計的私人平台花園及游泳池，但不設住客會所。

## 商場

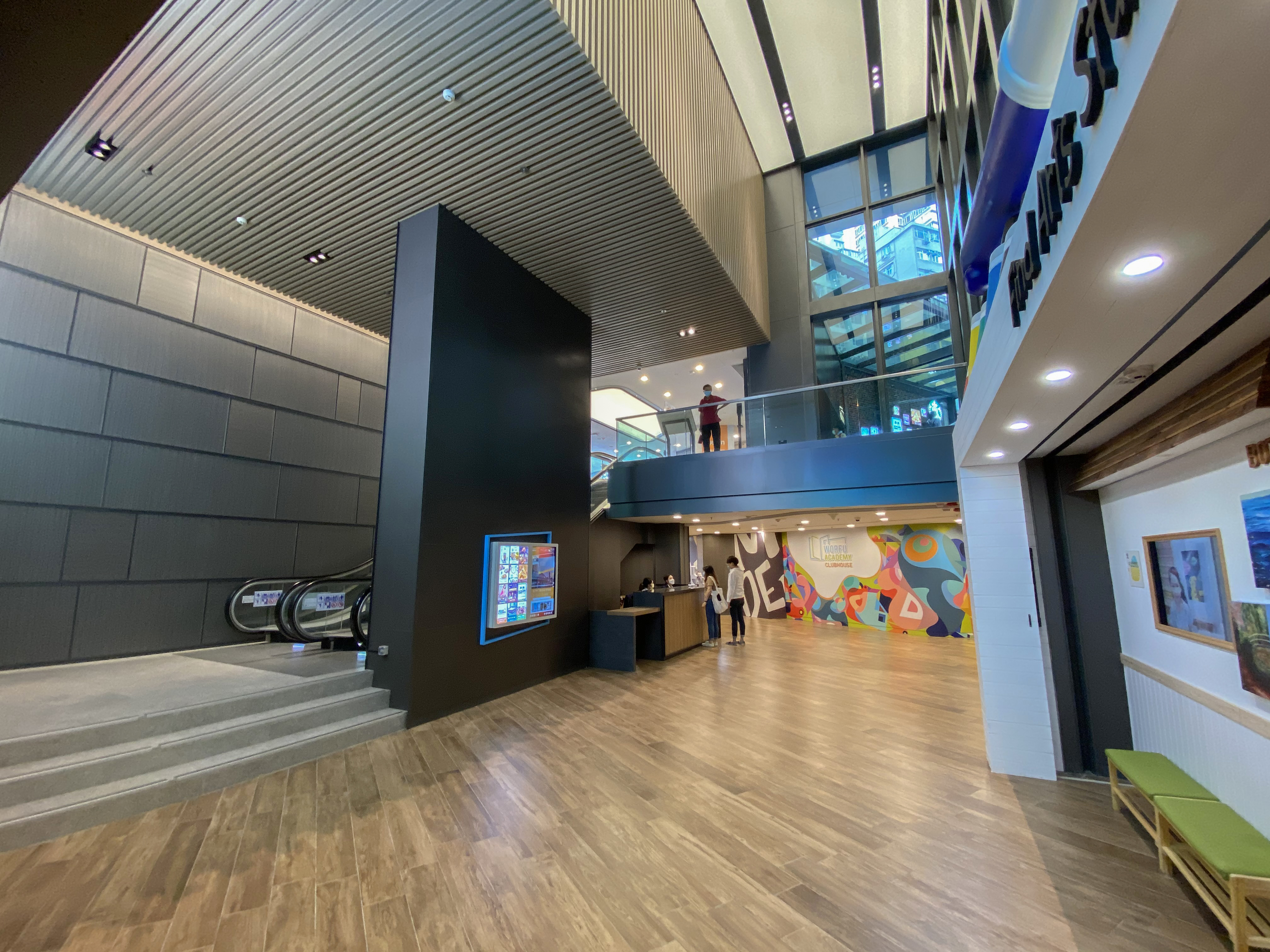
2021年翻新後的WORFU Academy中庭

和富Worfu（前稱：和富薈及和富家居庭）是和富中心內的一個商場，包括地庫、地下、地下高層的購物中心及下層地庫，總面積約180,000平方呎。其中位於地庫的百佳早於1983年商場試業時已開業，九十年代曾更名為超級廣場，其後分店縮小面積後再升格為fusion by Parknshop。其餘租戶亦包括運動用品店、家具店、日本城、薩莉亞意式餐廳等。
1993年6月26日凌晨，和富中心地庫一間卡啦OK酒廊，兩幫飲酒消遣的男女因瑣事發生爭執，4名男子其後持刀折返施襲，一名18歲青年被劏肚送院後重傷不治，另一名24歲男子被斬傷。
2011年12月，置富產業信託向長實集團購入和富中心商場，置富產業信託其後把和富中心商場易名為和富薈。
2017年12月，智遠投資有限公司以20億港元購入和富薈。買家在2018年6月起將商場店舖收回作全面翻新，翻新後商場易名為和富Worfu。翻新工程由Lead8負責，商場在2021年初完成翻新，地庫設兒童專區WORFU Academy，設有多間補習學校和兒童興趣班。位於同層的美食廣場佔地8,000呎，分別以摩洛哥和少女風為主題，成為不少人的打卡熱點。
而地下高層由中菜餐廳「客家好棧」改為GO24 FITNESS健身中心。場內亦增設無障礙設施和節能設施。

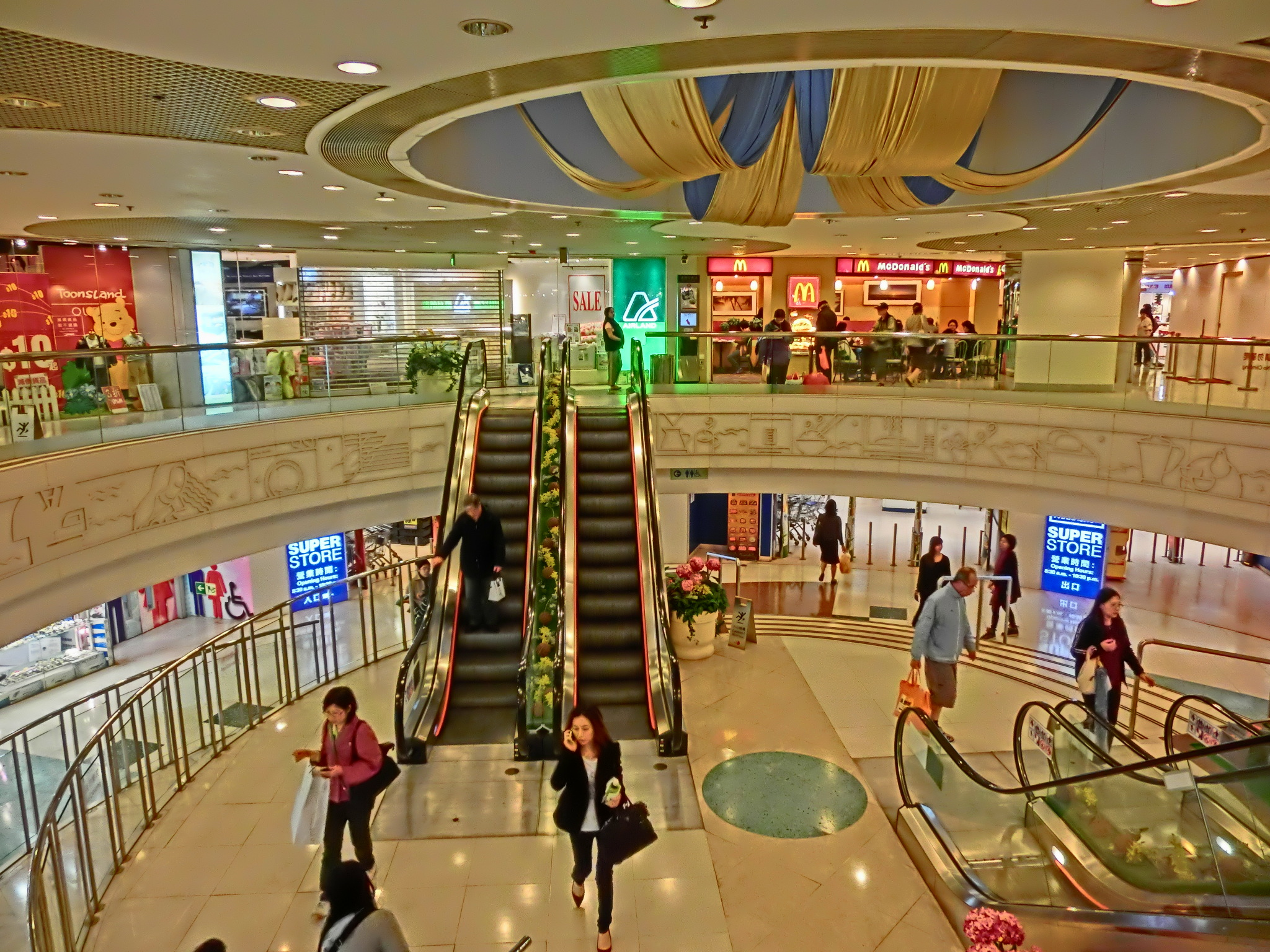
翻新前的中庭（2013年）
和富家居庭（已關閉）
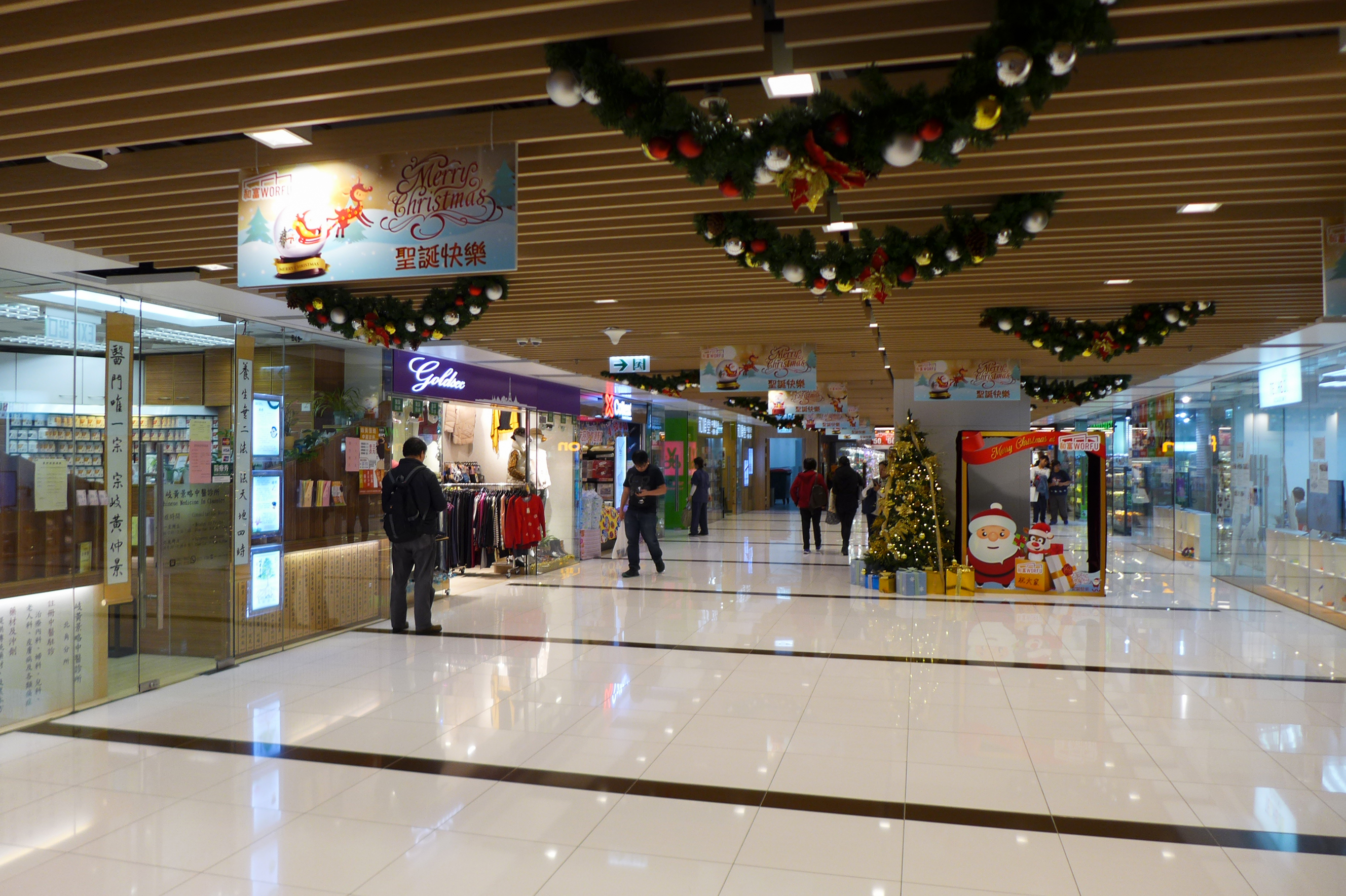
地庫部分範圍在2017年完成翻新
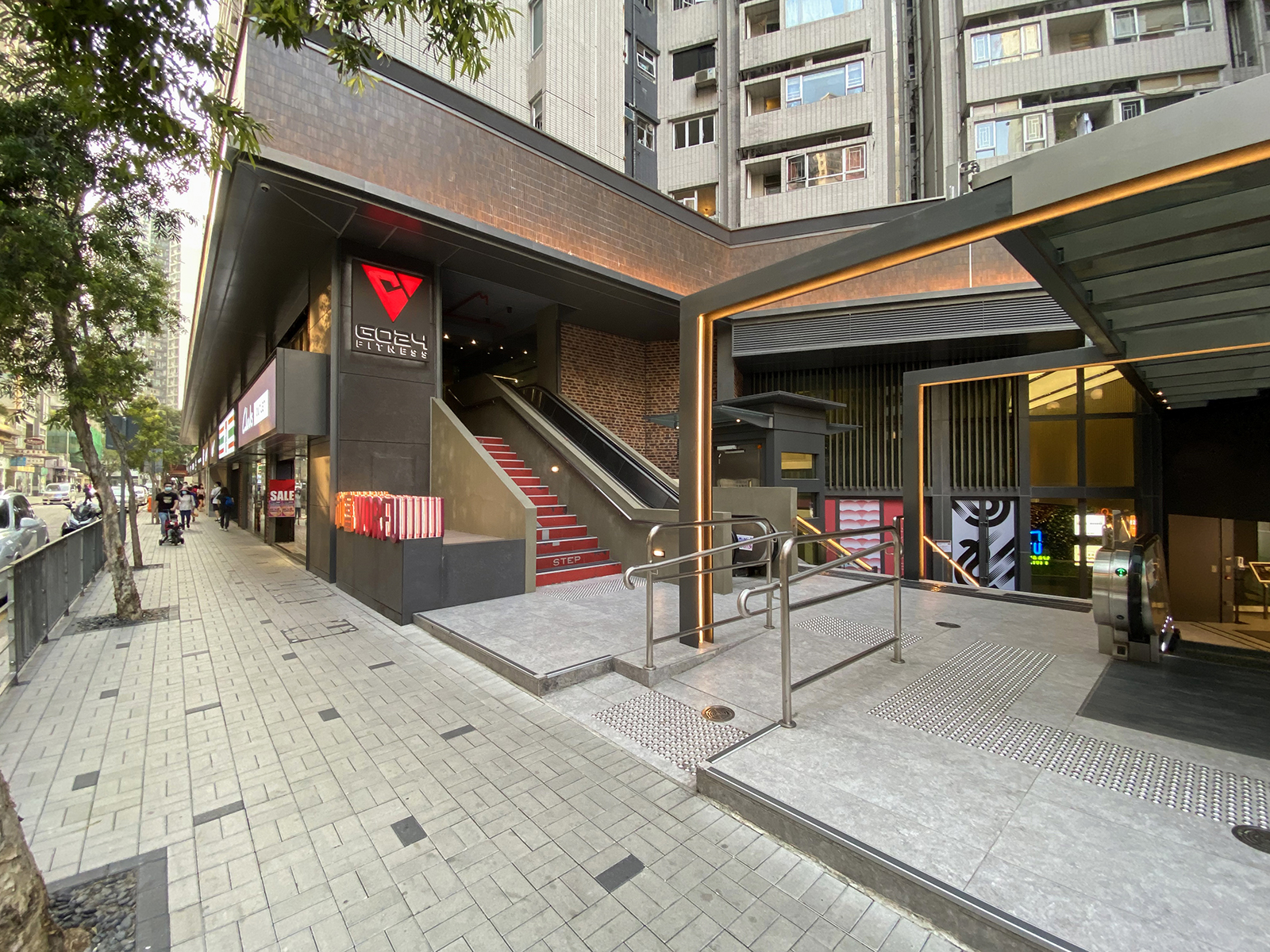
2020年翻新後的外牆採用陶瓷和磚石的組合，設計師認為可反映北角過去作為香港工業中心的歷史
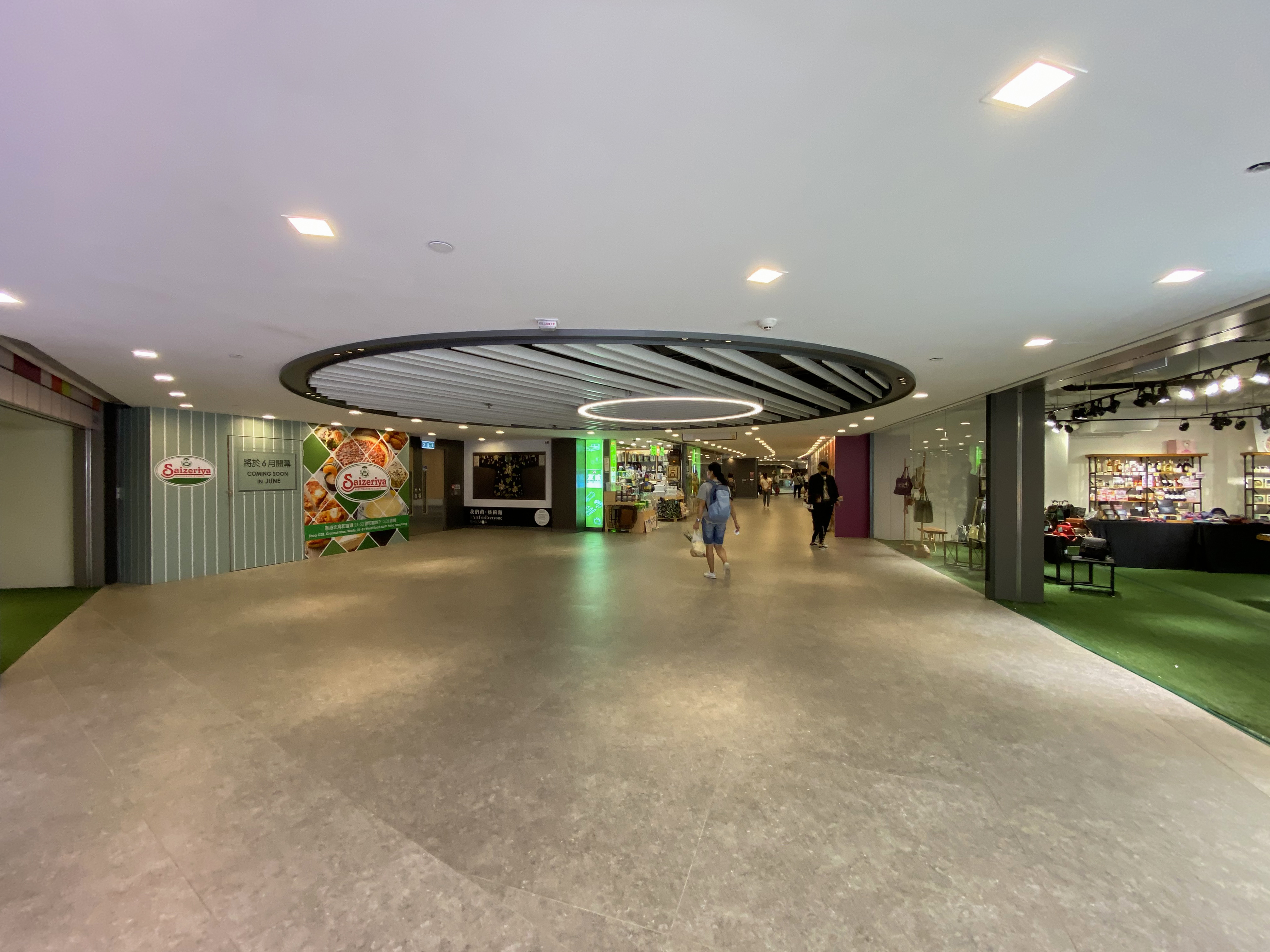
翻新後的地下（2021年）
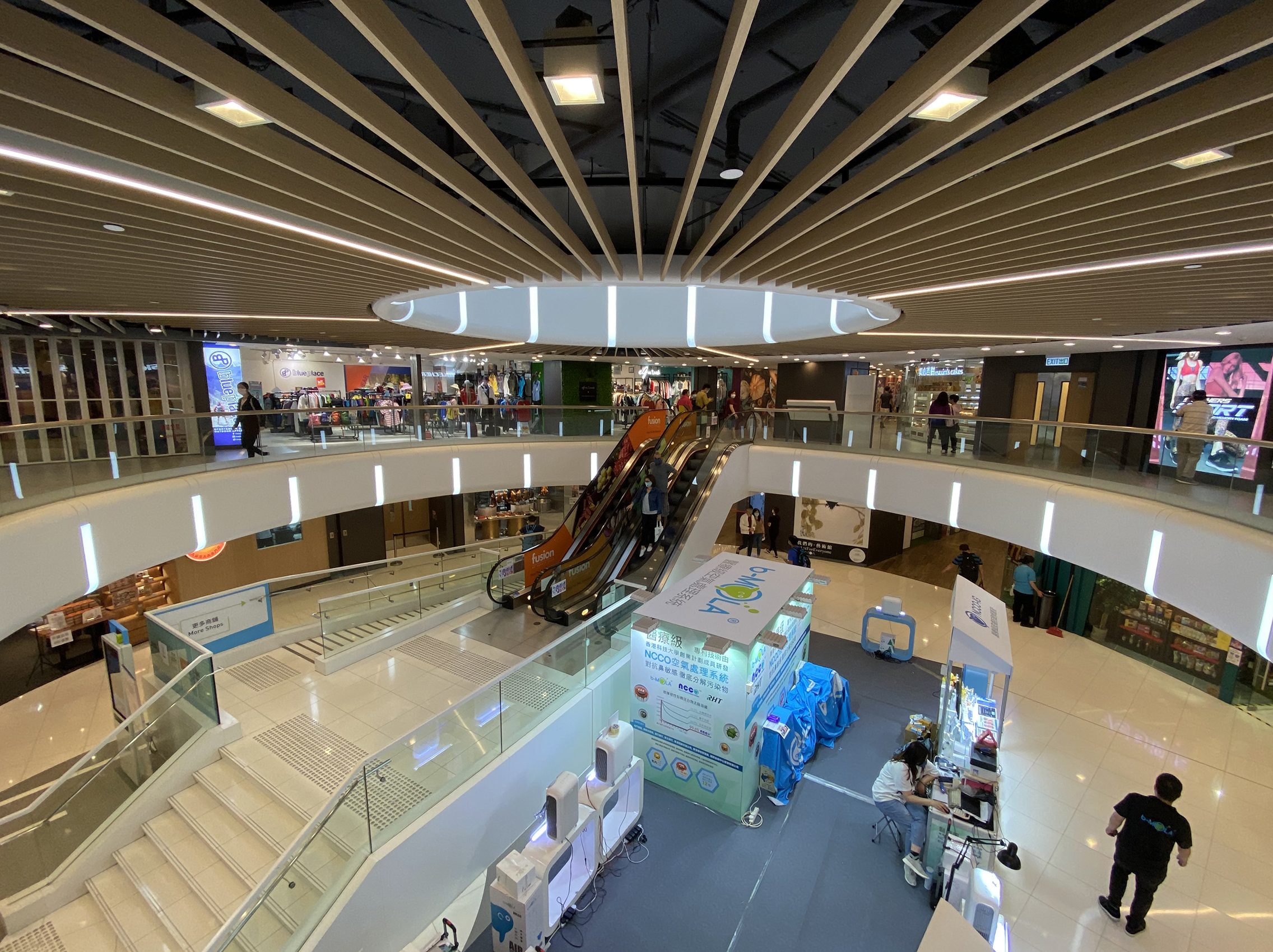
翻新後的中庭（2021年）
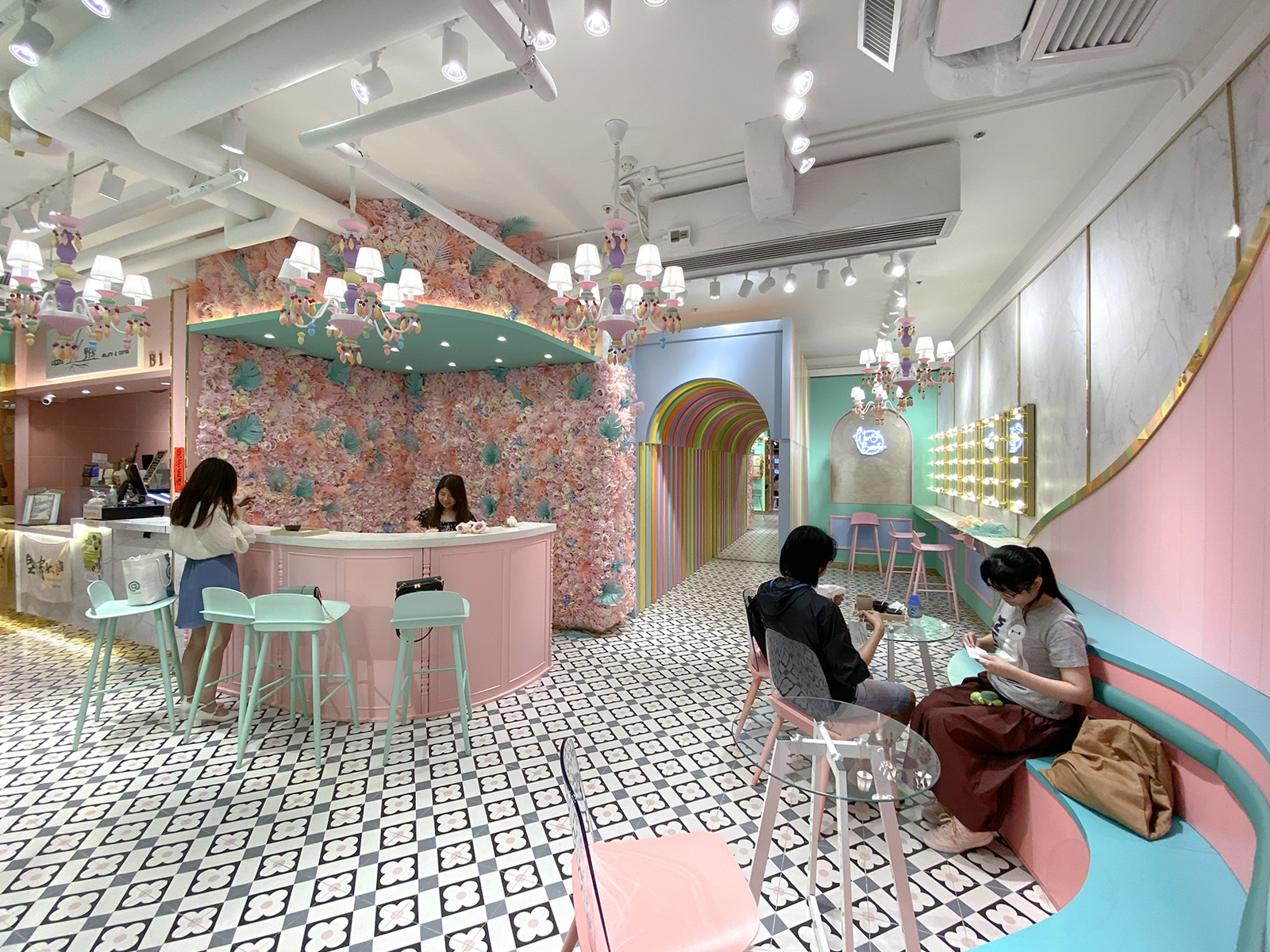
地庫的美食廣場其中一部分以少女風為主題

## 外部連結
- 長江實業地產有限公司（和富中心）